# لي توم بيري
لي توم بيري (بالإنجليزية: Lee Tom Perry)‏ هو كاتب ترانيم أمريكي، ولد في 29 أبريل 1951.